# Alexus Laird
Pour les articles homonymes, voir Laird (homonymie).
Alexus Laird, née le 11 mars 1993 à Kokomo, est une nageuse seychelloise qui a notamment participé aux Jeux olympiques d'été de 2016 sur l'épreuve de 100 mètres dos.

## Carrière
En 2015, elle gagne trois médailles d'or aux Jeux de l'Océan indien, sur 50 mètres dos, 100 mètres dos et 200 mètres dos. La même année, elle est médaille de bronze au 50 mètres dos aux Jeux africains.
Aux Jeux olympiques d'été de 2016, elle se classe 27e sur l'épreuve de 100 mètres dos.
Elle remporte aux Championnats d'Afrique de natation 2016 la médaille de bronze la médaille d'or du 50 m dos, la médaille d'argent du 100 m dos et la médaille de bronze du 200 m dos et du 50 m nage libre.